# Rhinerrhizopsis ramuana
Rhinerrhizopsis ramuana là một loài thực vật có hoa trong họ Lan. Loài này được (Kraenzl.) D.L.Jones & M.A.Clem. mô tả khoa học đầu tiên năm 2006.